# چادر فریم‌فلزی

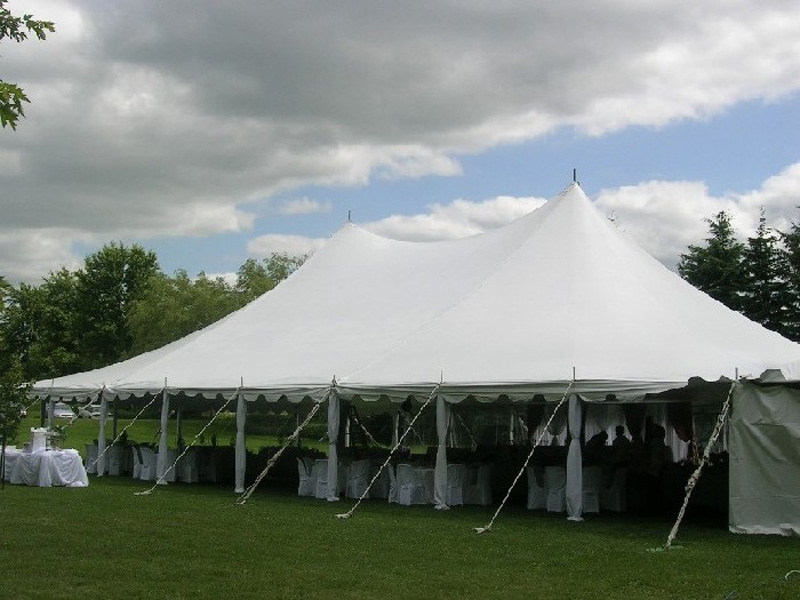

کاربرد این نوع چادر در زمان بحران می‌باشد. این نوع چادرها دارای یک فریم یا سازه فلزی تاشو است که به راحتی باز و نصب شده و سپس خود چادر که مانند چادرهای فریم بادی از جنس P.V.C با پلی استر می‌باشند، روی آن سوار می‌شود.
چادرهای فریم فلزی دارای ساختار ساده‌تر، مقاوم‌تر و با طول عمر بیشتری هستند که از آن‌ها می‌توان برای کلیه بخش‌ها غیر کانتینری مثل واحد رفع آلودگی، راهروها، بخش‌های بستری، پذیرش و... استفاده  کرد.

## منبع
سایت https://web.archive.org/web/20190523032123/http://samaneha.com/